# セグロ (不動産会社)

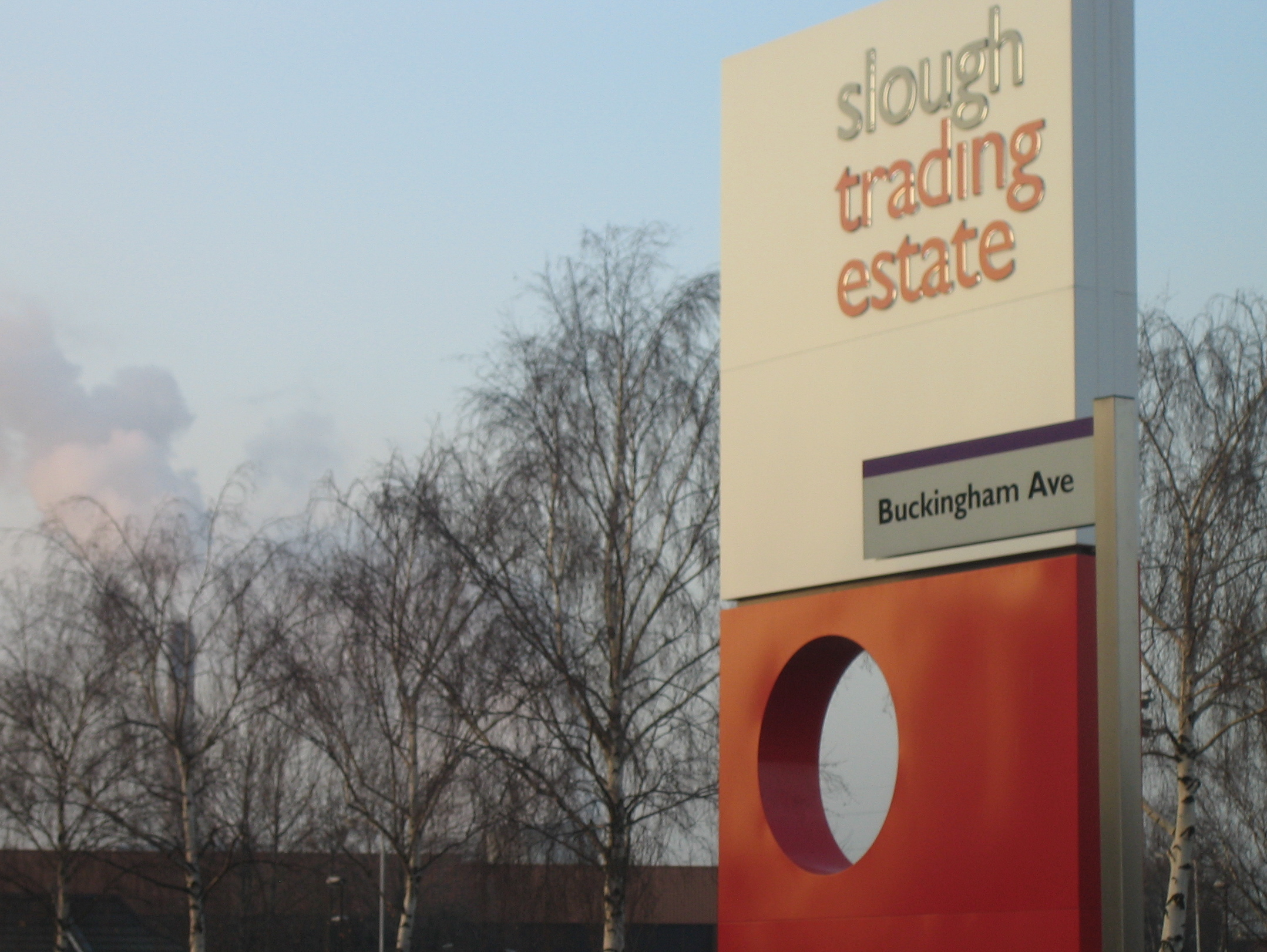
イギリス・スラウのビジネスパーク内の、セグロ所有地を示すサイン

セグロ（英: SEGRO plc）は、イギリス・ロンドンに本拠を置く不動産投資（REIT）・管理会社。イギリスおよびヨーロッパ大陸諸国の産業用物件を中心に、物流センターやデータセンターなどに投資している。ロンドン証券取引所上場企業（LSE: SGRO）。

## 沿革
1920年、バークシャー・スラウの現在Slough Trading Estateと呼ばれる土地の取得と開発を目的として、Slow Percival PerryとNoel Mobbsにより、The Slough Trading Company Ltdとして設立された。1926年にSlough Estates Ltdに社名を変更し、1931年にバーミンガムの土地を取得し規模の拡大を始めた。1980年代には、Allnatt London Properties and Guildhall Properties plcなど不動産会社の買収を相次いで行い、1999年にはPercy Biltonを買収した。
2002年にデータセンター用不動産の取得を開始し、2004年11月、イギリス不動産大手のランド・セキュリティーズへの商業用不動産売却と引き換えに、同社の産業用物件を買収した。2007年1月、不動産投資信託（REIT）を中心とした事業体制への転換を行うと同時に、社名をセグロ（Slough Estate GROupの略）に変更した。2009年7月、ロンドン周辺に産業用不動産を保有していた競合のBrixton plcを買収し、イギリスの産業用不動産最大手となった。
セグロの主な顧客は、DHL、フェデックス、Amazon.comなどであり、ロンドン大都市圏やテムズ川周辺地域に多くの物件を所有している。2000年代以降、セグロはイギリスのほか、ドイツ・フランス・ポーランド・スペインなどヨーロッパ大陸の産業用不動産の運営に関与しており、2013年6月、カナダの年金投資運用会社Public Sector Pension Investment Boardとの合弁事業（SEGRO European Logistics Partnership）を開始した。